# شیگرو کاساهارا
شیگرو کاساهارا (انگلیسی: Shigeru Kasahara; ۱۱ ژوئن ۱۹۳۳ – ۱۳ نوامبر ۱۹۹۰) کشتی‌گیر اهل ژاپن بود.
وی در مسابقات کشوری و بین‌المللی در مجموع برندهٔ ۱ مدال طلا، ۱ مدال نقره شده‌است.